# Pleurogonium magnum
Pleurogonium magnum är en kräftdjursart som beskrevs av Vanhoeffen 1914. Pleurogonium magnum ingår i släktet Pleurogonium och familjen Paramunnidae. Inga underarter finns listade i Catalogue of Life.